# Mount Rendu
Mount Rendu ist ein etwa 2100 m hoher Berg an der Loubet-Küste des Grahamlands im Norden der Antarktischen Halbinsel. Auf der Arrowsmith-Halbinsel ragt er zwischen dem Reid- und dem Heim-Gletscher auf. An der Nordostflanke des Mount Rendu befindet sich die vorspringende Felsformation Bauer Buttress.
Der Falklands Islands Dependencies Survey kartierte ihn anhand von Vermessungen und Luftaufnahmen zwischen 1948 und 1959. Das UK Antarctic Place-Names Committee benannte ihn 1960 nach dem französischen Bischof und Naturforscher Louis Rendu (1789–1859), einem Pionier der Gletscherforschung.